# Климат ЮАР

Классификация климатов Кёппена территории ЮАР

Климат Южно-Африканской Республики определяется её расположением между 22° и 35° южной широты в субтропической зоне Южного полушария, а также её положением между двумя океанами — Атлантическим и Индийским.
Средние температуры здесь ниже, чем в других странах с аналогичной широтой, таких как Австралия, так как значительная часть территории ЮАР находится выше над уровнем моря. Зимой температуры на больших высотах могут опускаться до 0 °C, однако в прибрежных районах температуры остаются умеренными. На погоду также влияет Эль-Ниньо.
Количество осадков в ЮАР увеличивается с запада на восток и в среднем в два раза ниже среднемирового уровня. В то время как Западно-Капская провинция имеет средиземноморский климат с зимними дождями, в большинстве регионов страны дожди выпадают летом.

## Температура
Для ЮАР характерны тёплые, солнечные дни и холодные ночи. Средняя температура отдельных местностей превышает +32 °C летом, а иногда достигает +38 °C на севере страны. Абсолютный максимум зафиксирован в провинциях Северо-Капская и Мпумаланга и составляет +48 °C. Отрицательные температуры встречаются в горах на больших высотах в зимний период. Абсолютный минимум был зафиксирован в 250 км к северо-востоку от Кейптауна, где средняя годовая температура составляет: −6,1 °C.
Климатические условия сильно разнятся между западной и восточной частью страны. С востока побережье ЮАР омывает тёплое течение мыса Игольного (Индийский океан), с запада омывает холодное Бенгельское течение (Атлантический океан). Температура воздуха в Дурбане, на берегу Индийского океана, в среднем почти на 6 °C выше, чем температура воздуха на той же широте на берегу Атлантического океана. Влияние этих двух течений можно увидеть даже на узком полуострове мыса Доброй Надежды, где температура воды в среднем 4 °C выше на восточной стороне, чем на западе.

## Осадки
Количество осадков значительно колеблется с запада на восток. На северо-западе годовое количество осадков часто бывает ниже 200 миллиметров. Большая часть восточных районов, напротив, получает от 500 миллиметров до 900 миллиметров осадков в год, а иногда количество осадков там превышает 2000 мм. Центральная часть страны получает в среднем 400 мм осадков в год, этот показатель увеличивается при приближении к побережью. Показатель 400 мм осадков в год считается условной линией; территории к востоку от неё, как правило, подходят для выращивания сельскохозяйственных культур, а к западу только для выпаса скота и возделывания сельскохозяйственных культур на орошаемых землях.

## Экстремальные природные явления
Снегопады бывают крайне редко. В начале сентября 2018 года в Капской провинции были зафиксированы снегопады. Тогда толщина снежного покрова составила около 25 см.